# Glossaire de l'histoire de l'art du monde indien

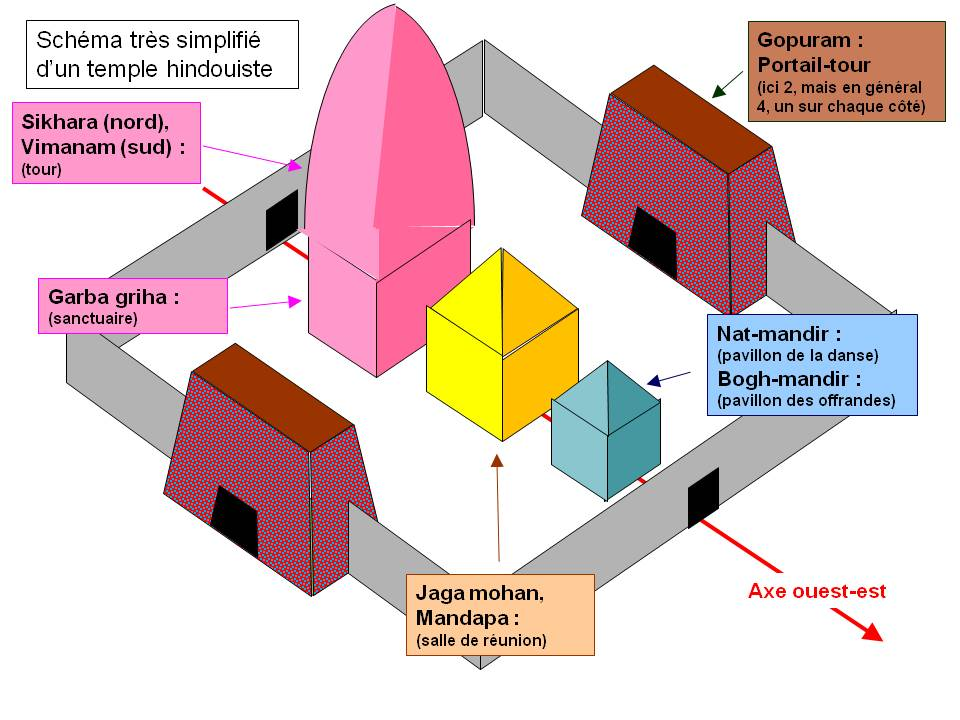
Schéma simplifié d'un temple hindouiste

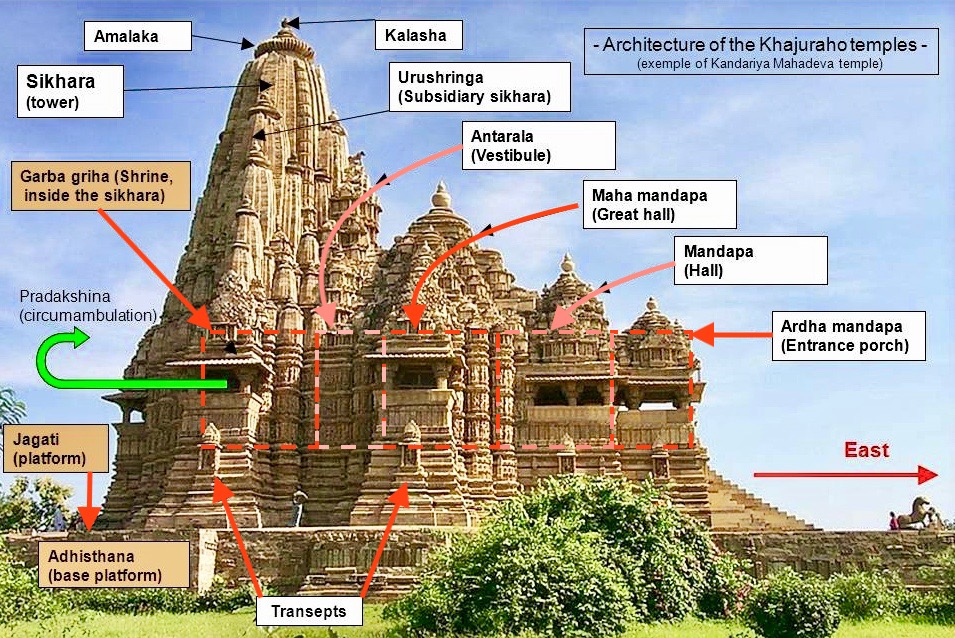
Architecture des temples de Khajuraho

- Haut – A
- B
- C
- D
- E
- F
- G
- H
- I
- J
- K
- L
- M
- N
- O
- P
- Q
- R
- S
- T
- U
- V
- W
- X
- Y
- Z

## A
- Adhisthana
- Amalaka
- Amla
- Antarala
- Apsara

## C
- Chaitya
- Chhatri
- Art Chola
- Chorten
- Claustra

## D
- Dagoba
- Danses indiennes
- Deul (ou Deula)
  - Rekha Deula
  - Pidha Deula
  - Khakhara Deula
- Architecture dravidienne
- Dvarapala

## G
- Garbha griha
- Gopi
- Gopura (ou Gopuram)

## J
- Jaga mohan
- Jagati
- Jali

## K
- Kalasam (ou kalasha)

## L
- Lingam

## M
- Makara
- Mandapa (ou Mandapam)
  - Ardha Mandapa
  - Asthana Mandapa
  - Kalyana Mandapa
  - Maha Mandapa
  - Nandi Mandapa
- Mandir
  - Bhog mandir
  - Nandi mandir
  - Nata mandir
- Maithuna
- Minitature indienne
- Modillon

## N
- Architecture Nagara
- Nataraja
- Nata mandir

## P
- Pancharatha
- Panchayatana
- Parikrama
- Pradakshina
- Prakara

## R
- Râga (ou Râgam)
- Râtha
- Ratha (architecture)

## S
- Sikhara (ou Shikhara)
- Shthapaka
- Sthapati (architecte et constructeur de temple)
- Stupa

## T
- Torana
- Transept
- Trimurti
- Triratha

## U
- Urushringa

## V
- Vesara
- Vihara
- Vimana

## Y
- Yoni